# Minford (Ohio)
Minford é um lugar designado pelo censo localizado no condado de Scioto no estado estadounidense de Ohio. No Censo de 2010 tinha uma população de 693 habitantes e uma densidade populacional de 153,07 pessoas por km².

## Geografia
Minford encontra-se localizado nas coordenadas 38° 51′ 41″ N, 82° 50′ 56″ O. Segundo o Departamento do Censo dos Estados Unidos, Minford tem uma superfície total de 4.53 km², da qual 4.51 km² correspondem a terra firme e (0.29%) 0.01 km² é água.

## Demografia
Segundo o censo de 2010, tinha 693 pessoas residindo em Minford. A densidade populacional era de 153,07 hab./km². Dos 693 habitantes, Minford estava composto pelo 97.26% brancos, 0% eram afroamericanos, 0.43% eram amerindios, 0.14% eram asiáticos, 0% eram insulares do Pacífico, 0.29% eram de outras raças e o 1.88% pertenciam a duas ou mais raças. Do total da população 0.87% eram hispanos ou latinos de qualquer raça.